# EPrix van Buenos Aires
De ePrix van Buenos Aires is een race uit het Formule E-kampioenschap. In 2015 was de race het toneel van de vierde Formule E-race uit de geschiedenis. De race wordt gehouden op het Puerto Madero Street Circuit.

## Geschiedenis
De eerste ePrix van Buenos Aires werd gehouden op 10 januari 2015 en werd gewonnen door António Félix da Costa, die uitkwam voor het team Amlin Aguri.

## Resultaten
| Editie | Seizoen   | Circuit      | Winnaar                                  | Tweede                         | Derde                                     | Pole position                             | Snelste ronde                    |
| ------ | --------- | ------------ | ---------------------------------------- | ------------------------------ | ----------------------------------------- | ----------------------------------------- | -------------------------------- |
| 1      | 2014-2015 | Buenos Aires | António Félix da Costa Amlin Aguri       | Nicolas Prost e.dams Renault   | Nelson Piquet jr. China Racing            | Sébastien Buemi e.dams Renault            | Sam Bird Virgin Racing           |
| 2      | 2015-2016 | Buenos Aires | Sam Bird DS Virgin Racing Formula E Team | Sébastien Buemi Renault e.dams | Lucas di Grassi ABT Schaeffler Audi Sport | Sam Bird DS Virgin Racing Formula E Team  | Jérôme d'Ambrosio Dragon Racing  |
| 3      | 2016-2017 | Buenos Aires | Sébastien Buemi Renault e.dams           | Jean-Éric Vergne Techeetah     | Lucas di Grassi ABT Schaeffler Audi Sport | Lucas di Grassi ABT Schaeffler Audi Sport | Felix Rosenqvist Mahindra Racing |